# Nani (famiglia)
I Nani sono una nobile famiglia veneziana, già compresa nel patriziato. Sussiste tuttora con il ramo "di Cannaregio" (Nani Mocenigo).

## Storia
Come per tutte le antiche famiglie veneziane, le origini dei Nani vengono spiegate da cronache tradizionali non confermate da prove certe. La famiglia sarebbe stata originaria di Altino e, in seguito, si trasferì a Torcello. Inizialmente sarebbe stata di umili origini, tanto che i suoi membri vivevano di vallicoltura.
Il primo esponente storicamente attestato è però un Marco, che nel 1195 sottoscrisse un documento in qualità di notaio.
Nel 1297, con la serrata del Maggior Consiglio, una parte dei Nani entrò a far parte del patriziato. La loro attività politica precedente a questa data non è attestata e solo negli anni 1350-70 cominciarono ad essere protagonisti nella vita pubblica veneziana, concorrendo con quelle casate "vecchie" che fino ad allora avevano monopolizzato le cariche governative.
Fa eccezione lo speziale Paolo di Pietro Nani "da San Vidal", aggregato all'aristocrazia solo nel 1381 per le benemerenze nei confronti della Repubblica durante la guerra di Chioggia; la scelta di crearlo patrizio potrebbe essere stata influenzata dai parenti che già sedevano nel Maggior Consiglio.
Sin dai primi tempi la famiglia si divise nei due rami "di San Giovanni Novo" (o "della Giudecca", o ancora "dal Sesano") e "di Cannaregio" (o "della Zoia"); da quest'ultimo si originò più tardi il ramo "di San Trovaso".

### Nani di San Giovanni Novo
Risiedevano originariamente nella parrocchia di San Giovanni Novo, ma successivamente si trasferirono a San Cassiano e infine (prima metà del Seicento) alla Giudecca nel palazzo che era stato dei Barbaro.
Venivano altresì detti "dal Sesano" (o "dal Cesano"), poiché sul loro stemma era raffigurato un cigno d'argento in campo verde. L'uccello acquatico sarebbe un riferimento alle tradizioni che volevano i Nani derivati da un'umile famiglia di pescatori vallesani.
L'unico membro di rilievo fu Battista di Giovanni (1616–1678), diplomatico, che lasciò una Storia delle Repubblica veneta incompiuta. Si estinsero con la morte di Battista di Antonio (1655–1720), pronipote del precedente.

### Nani di Cannaregio

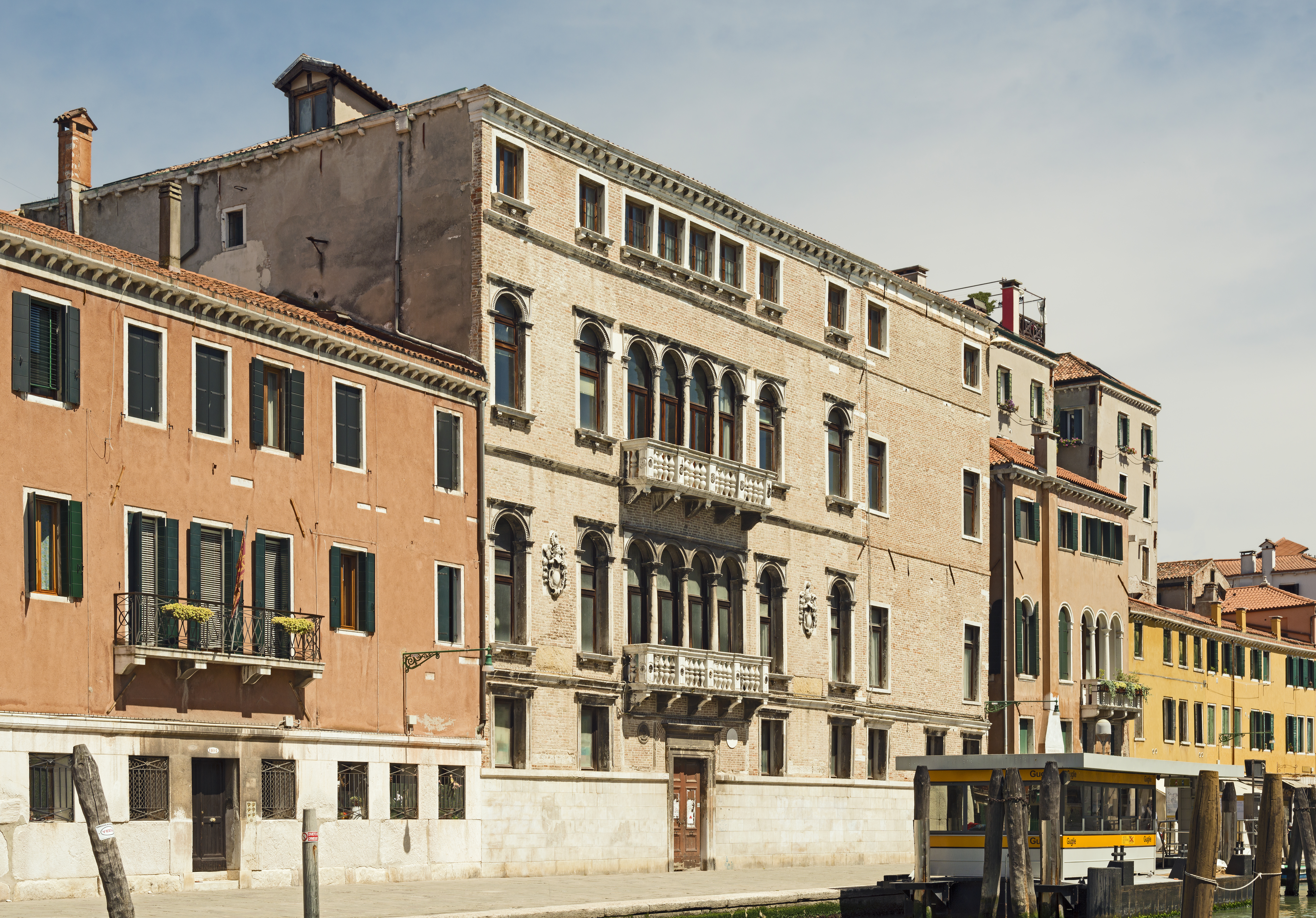
Palazzo Nani

Pare che il loro capostipite fosse un Tomaso di Santa Giustina, vissuto sul finire del Duecento. La specifica gli derivava dal loro palazzo localizzato sulla fondamenta di Cannaregio, ma venivano anche detti "dalla Zoja" ("gioia") o "dalla Boccola" ("bocciolo"), termini con cui si indicava quella sorta di ghirlanda che compariva al centro del loro stemma.
Con Agostino di Filippo (1771-?) assunsero il secondo cognome "Mocenigo" per disposizione testamentaria della madre Maria Elisabetta Mocenigo (?-1810). I Nani Mocenigo furono confermati nobili dal governo imperiale austriaco con Sovrana Risoluzione datata 22 novembre 1817, e in seguito fatti conti dell'Impero d'Austria il 24 luglio 1820.
Nell'Ottocento lasciarono il palazzo di Cannaregio per trasferirsi in quello di Dorsoduro ereditato dai Nani "di San Trovaso" che si erano estinti.
Di loro si ricorda Agostino di Giorgio (1555–1627), politico e diplomatico, e Filippo di Mario Girolamo (1847–1921), politico del Veneto post-unitario e storico.

### Nani di San Trovaso

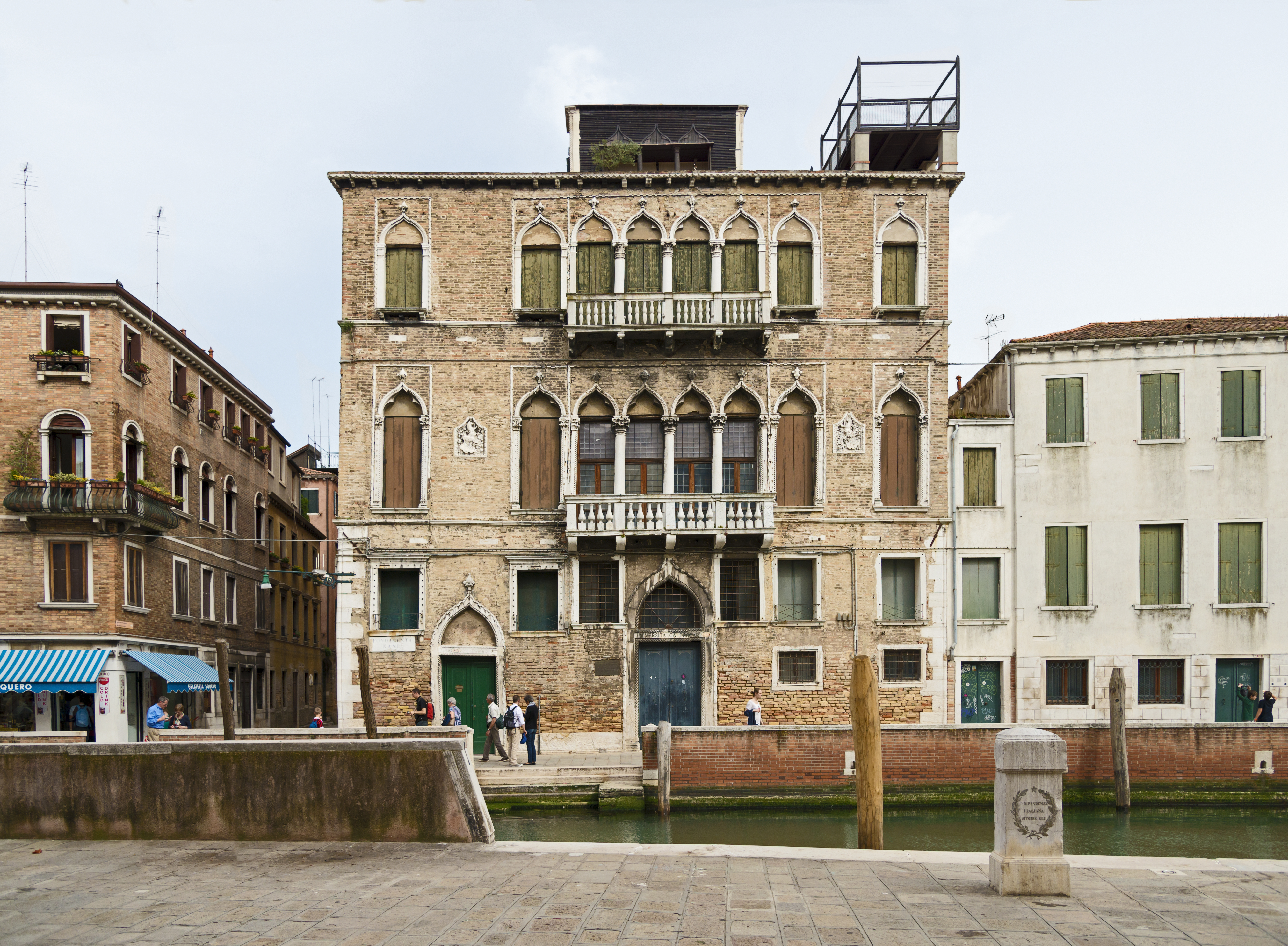
Palazzo Barbarigo Nani Mocenigo.

Già compresi nella linea precedente (non a caso usavano la stessa arma), assunsero la specifica "di San Trovaso" quando Bernardo di Giorgio si trasferì nel palazzo Barbarigo che il padre aveva ricevuto in dote dalla moglie Elena, figlia del doge Agostino Barbarigo. Il fratello di Bernardo, Polo, proseguì invece la linea di Cannaregio.
I figli di Bernardo, Francesco e Giacomo, originarono due ulteriori rami che convissero nel palazzo di San Trovaso finché, nella prima metà del Settecento, quello discendente dal primo si estinse.
Tra i Nani "di San Trovaso" si distinsero Giacomo di Antonio (1725–1797), militare e politico, e suo fratello Giambattista di Antonio (1727–1804), vescovo a Torcello e a Brescia. Si estinsero nell'Ottocento, lasciando il palazzo al ramo di Cannaregio.

## Architetture
Palazzi
- Palazzo Barbarigo Nani Mocenigo, a Dorsoduro a Venezia
- Palazzo Erizzo Nani Mocenigo, a San Marco a Venezia
- Palazzo Nani, a Cannaregio a Venezia

Ville
- Villa Nani, Trieste, Fanzago, a Maser (Treviso)
- Villa Nani Mocenigo, a Canda (Rovigo)
- Villa Nani Mocenigo, a Oriago (Venezia)
- Villa Nani Mocenigo, a Monselice (Padova)

Altro
- Corte Bottagisio Nani Mocenigo, poi Graziani Pesarin, a Terrazzo (Verona)
- Ca' Nani, a Taglio di Po   (Rovigo)